# Голучків
Голу́чків (пол. Hołuczków) — давнє українське село Надсяння в Польщі, у гміні Тирява-Волоська Сяноцького повіту Підкарпатського воєводства.
Населення — 209 осіб (2011).

## Розташування
Село розташовується в Солених Горах над річкою Тирява.

## Назва
У 1977-1981 рр. в ході кампанії перейменування українських назв сіл на польські Голучків був перейменований на Окренжну (пол. Okrężna).

## Історія
У 1340-1772 рр. село входило до Сяніцької землі Руського воєводства.
У 1772-1918 рр. село було у складі Австро-Угорської монархії, у провінції Королівство Галичини та Володимирії. У 1791 р. місцева парафія була приєднана як дочірня церква до греко-католицької громади сусіднього села Семушова. У 1858 р. в селі була зведена нова дерев’яна церква Преп. Мат. Параскеви.
У 1882 році село нараховувало 340 греко-католиків і 53 римо-католики, греко-католики села з 1813 р. належали до парафії Тирява Сільна Ліського деканату Перемишльської єпархії.
У 1919-1939 рр. — у складі Польщі. Село належало до Сяніцького повіту Львівського воєводства. В 1936 р. були 563 греко-католики, 54 римо-католики і 8 юдеїв, греко-католики належали до парафії Тирява Сільна Сяніцького деканату Апостольської адміністрації Лемківщини. Метричні книги велися від 1784 р. Також була читальня «Просвіти».
На 1 січня 1939-го в селі з 1160 жителів було 1040 українців, 100 поляків і 20 євреїв.
12 вересня 1939 року німці окупували село, однак уже 26 вересня 1939 року мусіли відступити з правобережної частини Сяну, оскільки за пактом Ріббентропа-Молотова правобережжя Сяну належало до радянської зони впливу. 27.11.1939 постановою Верховної Ради УРСР село в ході утворення Дрогобицької області включене до Ліського повіту. Територія ввійшла до складу утвореного 17.01.1940 Ліськівського району (районний центр — Лісько). Наприкінці червня 1941, з початком Радянсько-німецької війни, словацька армія оволоділа селом, а територія знову була окупована німцями. 29 липня 1944 року радянські війська знову оволоділи селом. В березні 1945 року, у рамках підготовки до підписання Радянсько-польського договору про державний кордон зі складу Дрогобицької області правобережжя Сяну включно з Голучковом було передане до складу Польщі.
Після Другої світової війни українське населення було піддане етноциду. Частина переселена на територію СРСР в 1945-1946 рр. Родини, яким вдалось уникнути виселення, в 1947 році під час Операції Вісла були депортовані на понімецькі землі, а на їхнє місце поселені поляки. Церква перетворена на костел у 1946 р.
У 1975-1998 роках село належало до Кросненського воєводства.

## Демографія
Демографічна структура станом на 31 березня 2011 року:
|          | Загалом | Допрацездатний вік | Працездатний вік | Постпрацездатний вік |
| -------- | ------- | ------------------ | ---------------- | -------------------- |
| Чоловіки | 108     | 21                 | 80               | 7                    |
| Жінки    | 101     | 27                 | 58               | 16                   |
| Разом    | 209     | 48                 | 138              | 23                   |